# 茉莉芬事件
茉莉芬事件是1948年9月18日印度尼西亞共和國（印尼）政府和左派團體人民民主陣線在東爪哇省茉莉芬市發生的武裝衝突。事件發生於印尼獨立戰爭期間，左派支持者在人民民主陣線內外交困之際佔領茉莉芬，攻佔政府和國民軍的總部，並與國民軍士兵交戰。結果人民民主陣線大多數成員被印尼政府捕殺。
事件的起因是1947年下半年社會黨的分裂，以及1948年1月第二屆阿米爾·謝里夫丁內閣的倒台，下野的前總理阿米爾·謝里夫丁極力反對繼任的第一屆哈達內閣，並與其他共產主義組織組成人民民主陣線，反對哈達內閣貫徹《倫維爾協定》。之後哈達內閣在裁軍的時候，解散謝里夫丁在任總理期間組織的左派民兵部隊，受到人民民主陣線的非議。1948年8月底、9月底左派軍隊在共和國控制區的第二大城市——梭羅節節失利，是這次事件的直接起因。共和國政府認為這次事件是一次叛亂，並於9月30日派兵收復茉莉芬。最後涉及事件的左派領袖和叛軍士兵多數在10月至12月期間落網，並於12月19日處決。

## 背景

### 社會黨的分裂和哈達內閣的成立
茉莉芬事件的起因可追溯至1948年1月第二屆阿米爾·謝里夫丁內閣的倒台。早在1947年下半年，阿米爾·謝里夫丁所屬的社會黨就已經分裂為以他為首的多數派（又稱「左派」）和以苏丹·夏赫里尔為首的少數派。謝里夫丁認為印尼應與俄國結盟，並效法其為工農階級謀取福利的社會政策，而夏赫里爾則指出印尼的資產階級由荷蘭人和華人組成，並無「民族資產階級」，故馬克思主義中「為特定階層謀福利」的主張不適用於印尼社會，還認為印尼應該奉行「積極的中立政策」，為世界和平出一分力。謝里夫丁內閣在1948年1月簽署《倫維爾協定》之後，印度尼西亞民族黨（民族黨）和馬斯友美黨相繼退出內閣，引致內閣的垮台，其後穆罕默德·哈達受命成立一個總統制內閣。不久後，兩個派系便徹底決裂了。
在1948年1月28日謝里夫丁卸任總理之前，夏赫里爾、約翰內斯·萊梅納等政客就已經邀請哈達接任總理。哈達同意了，不過他要得到民族黨和馬斯友美黨的支持，才願意組織內閣。由於哈達有需要組建一個得到全國各派（包括右派和左派）支持的內閣，所以他邀請謝里夫丁派出任內閣的某些職務，然而他們拒絕了，而且還要求哈達把重要的職務留給他們，比如把國防部長的職務留給謝里夫丁（他曾經在擔任總理期間兼任國防部長），這樣他們才願意支持哈達內閣。結果談判破局，哈達在1948年1月31日成立一個沒有謝里夫丁派人士參與的內閣。雖然如此，夏赫里尔還是極力遊說兩名社會黨黨員加入哈達內閣，而且成功了，於是社會黨開除了他們三個人的黨籍。然後他們另外組織了一個稱為印度尼西亞社會黨的新政黨，這個政黨才剛剛成立，就支持哈達內閣施政。哈達內閣施政綱領的重心是兩項要優先處理的事項，包括：一、《倫維爾協定》的貫徹，二、裁減印度尼西亞國民軍的規模。

### 人民民主陣線的成立
哈達內閣成立後，謝里夫丁派逐漸變成反對派。剛開始的時候，他們還願意合作，務求在內閣取得一席之位，不過他們在內閣沒有盟友，目標也無從實現。2月26日，謝里夫丁派在梭羅舉行一場群眾集會，重整內部架構；他們跟社會黨、印度尼西亞共產黨（印尼共）、印度尼西亞工黨、印度尼西亞社會主義青年團和全印度尼西亞中央職工會組成人民民主陣線（Front Demokrasi Rakjat, FDR），由謝里夫丁擔任主席。過了幾個星期，人民民主陣線發表政綱，並提出三項要求：一、反對《倫維爾協定》，二、終止與荷蘭殖民政府之間的談判，三、把所有外資企業收歸國有。他們極力反對哈達內閣的立場從第一項要求就可以清楚看出——實行《倫維爾協定》是哈達內閣的主要工作目標，也是人民民主陣線反對的事情。
人民民主陣線的支持者主要集中在兩處——軍隊和勞動階層。謝里夫丁在1947年7月至1948年期間兼任國防部長，並於這段期間在軍隊建立起自家的勢力。他有能力令國民軍軍官聽命於自己，這些軍官通常知道為了應對荷蘭將來的軍事行動而藏在山區的軍火可以在甚麼地方找到。謝里夫丁還在1947年8月成立一個稱為「社會國民軍」（TNI Masjarakat）的組織，原意是在地方層面動員群眾保衛家園，支援國民軍的運作，謝里夫丁在這個組織的地位很高。國民軍是中央政府屬下的武裝部隊，社會國民軍則是由佐科·蘇約諾（Djoko Sujono）上校率領的地方軍事組織。另外，人民民主陣線還在當時印尼最大的勞工組織——全印度尼西亞中央職工會佔有主導地位。當時這個組織估計有20萬至30萬名會員，他們主要來自共和國控制區，主要是城市勞工和種植園員工。

### 裁軍計劃的推行
共和國控制區在1948年收容了大量從荷蘭新近佔領的地方（例如泗水）湧入的難民，造成勞動力過剩；同時國民軍擁有的軍火、武器不足以分配給20萬名冗兵。為此哈達內閣在成立一個月之後，即1948年2月27日頒布1948年第9號總統令，開始着手裁軍。他們認為這樣做既可以解決經濟問題，也可以重組軍事組織，還可以釋出大量勞工，回歸生產。哈達說，實現這個目標的辦法有三種：一、准許有意恢復原職（教師、私人企業員工）的軍官復員，二、把軍官調回發展及青年部，三、遣散數以百計的軍官，把他們送回農村。按照裁軍計劃，國民軍的人數首先要削減至16萬，最終要削減到5萬7千名正規軍人。
人民民主陣線其中一個重要據點——社會國民軍在1948年5月15日解散。親西方、親政府的軍官希望自己麾下的軍隊縮減規模，變得更有紀律，更值得信任，還認為社會國民軍沒接受過充分的訓練，沒接受過教育，而且和共產主義組織關係密切。政府希望國民軍由接受過嚴格軍訓的專業軍官率領，同時收編兩支親政府的武裝部隊——駐紮在西爪哇省的西利旺义师和陸軍憲兵隊（Corps Polisi Militer, CPM），承認兩者的的合法地位。
與此同時，哈達內閣決定把駐紮在梭羅的國民軍第四師（又稱森諾巴迪師）併入第一師，引起第四師軍人的失望和抗議。之後第四師師長蘇達多（Sutarto）上校和部下無視哈達內閣的指令，開始重建第四師，將之改為「準備就緒的軍事單位」，命名為「森諾巴迪公爵戰鬥師」（Divisi Pertempuran Panembahan Senopati），還得到梭羅居民和人民民主陣線支持者的支持。蘇達多在1948年7月2日離奇遇害；人民民主陣線的支持者認為這是哈達內閣為了裁減軍隊而採取的手段。

### 慕梭的復歸和人民民主陣線／印尼共的重組
1948年8月11日，印尼共的資深領袖慕梭和在布拉格出席世界青年與學生聯歡節之後回國的印尼共中央委員蘇立諾返回印尼共和國的臨時首都——日惹，點起了茉莉芬事件的導火線。慕梭是印尼共和國總統蘇卡諾的政治前輩，也是蘇卡諾寓居泗水的時候結識的好朋友，一天慕梭應蘇卡諾邀請，到訪日惹總統府；一位記者提到他們一見面就抱在一起，熱淚盈眶。
慕梭的復歸是人民民主陣線歷史的轉折點。人民民主陣線在1948年8月26日至27日舉行一次會議，通過一份新政綱，並成立一個由左翼政黨黨員組成的政治局，由慕梭擔任主席。會議選出的政治局委員包括馬魯多·達魯斯曼（Maruto Darusman）、陳粦如、塞蒂亞吉德·蘇貢多、迪帕·努桑塔拉·艾地、維卡納、謝里夫丁和阿利明等人，他們都是人民民主陣線的成員。這次人事任命為人民民主陣線的政敵提供了一個理由，發動一場反對印尼共的宣傳活動。為了「剷除共產主義者」，共和國政府已經預備好幾個對策；他們指控慕梭的罪狀當中，以「鼓吹共和國介入蘇美衝突」這一條最為嚴重。

### 倒數階段
人民民主陣線領袖在8月底、9月初的時候巡遊中爪哇省、東爪哇省各地，宣傳慕梭的政治思想。也有印尼共領袖留在日惹，嘗試和民族黨和馬斯友美黨的領袖談判，希望他們同意改組內閣，令人民民主陣線的代表成為內閣的一份子。這時候，人民民主陣線的內、外部形勢仍然是非常混亂的。在內部，8月26日至27日期間，人民民主陣線在新埠頭舉行了一次會議，通過了一些決議，卻遭到印尼共黨員和社會黨黨員的反對。在外部，1948年9月頭兩個星期之間，共和國政府和左派團體在共和國僅次於日惹的第二大城市——梭羅上演了一場錯綜複雜的鬥爭。親政府的軍事部隊曾經和支持人民民主陣線的武裝部隊發生小型的衝突——蘇達多身亡之後，「忠於政府、反對左派」的西利旺义师進駐梭羅，梭羅的政治動向就變得越來越緊湊，越來越不穩定。「左派軍官」開始遭到綁架，甚至遭到殺害，令人民民主陣線在軍隊的實力開始下滑，與此同時社會主義青年團的團員也綁架了親政府的軍官。海軍絕大多數軍官和某些低階軍人在9月7日在被綁架到西利旺义师的司令部，森諾巴迪師在9月9日得到政府同意，調查上述的綁架案之後，這個師屬下的軍人也遭到綁架。9月13日，社會主義青年團有的團員在瑪琅以南的勿里達被捕，到了9月16日社會主義青年團的總部又遭到襲擊。
後來親政府的右派人士已經佔領了梭羅，於是茉莉芬便成為人民民主陣線唯一一個重要據點。不過從9月初開始，反共組織和親政府勢力也開始滲入茉莉芬。

## 事件經過

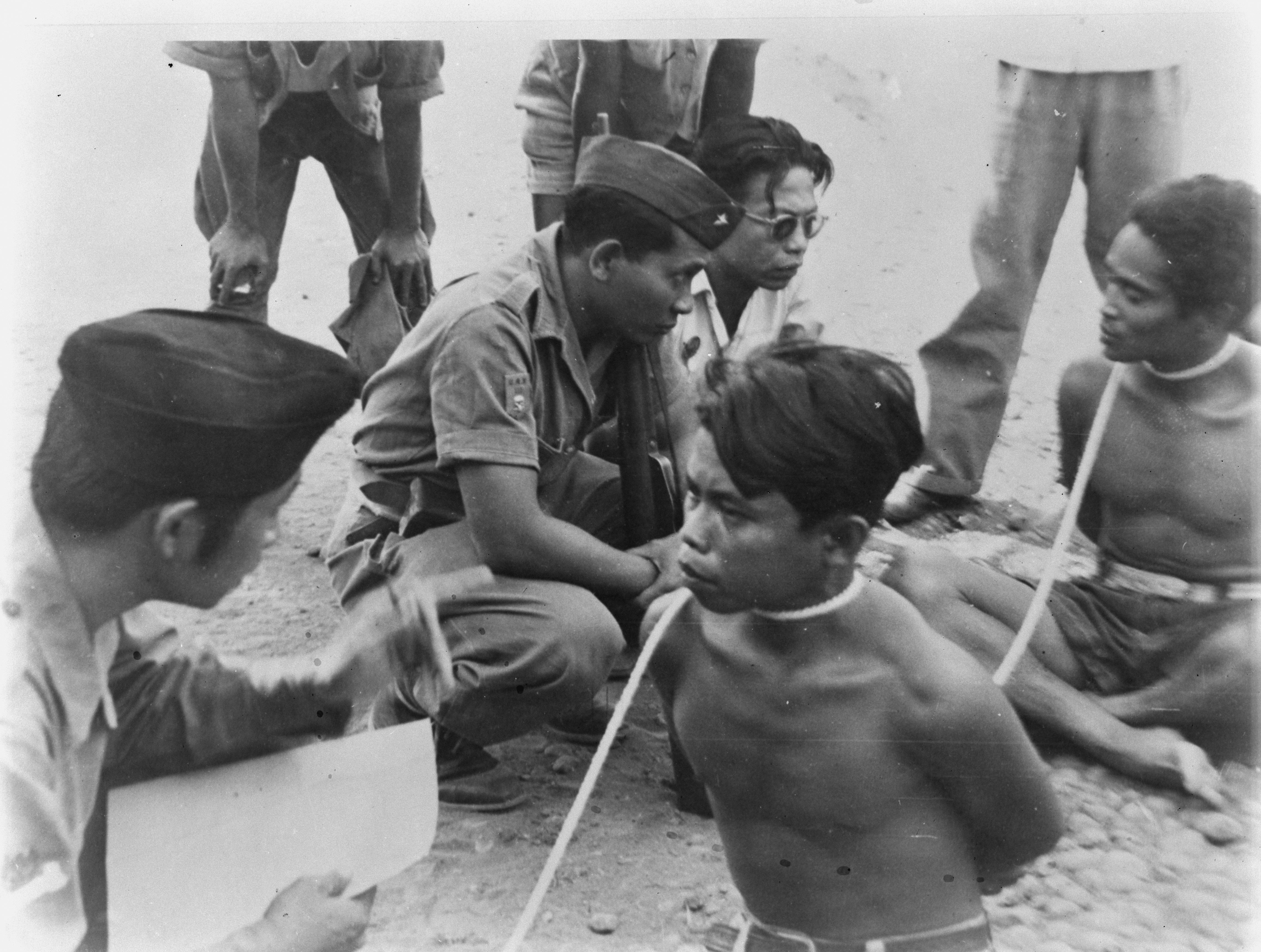
1948年9月，印尼茉莉芬兩名男子被國民軍軍官用繩子索住頸部，並鎖上手扣

茉莉芬的人民民主陣線地方領袖一留意到在梭羅發生的事情，就感到不自在，於是他們向身處於諫義里（位於茉莉芬以東35里處）的人民民主陣線領袖報告事態的進展；對方命令他們解除當地「煽動者」的武裝，避免可能發生的流血衝突。蘇瑪索諾和佐科領導人民民主陣線在9月18日凌晨3時佔領政府總部、電話機樓和國民軍總部。期間人民民主陣線和國民軍發生了一次短暫的戰鬥，結果兩名軍官死亡，四人受傷。幾小時後，人民民主陣線就把茉莉芬佔領了。塞蒂亞吉德和維卡納接管了茉莉芬的民政機關，並成立「茉莉芬地區民族陣線政府」（Pemerintah Front National Daerah Madiun）。然後蘇瑪索諾在電台上宣布：「勝利從茉莉芬開始。」
慕梭和謝里夫丁一聽到9月18日發生了甚麼事情，就來到茉莉芬，和蘇瑪索諾、塞蒂亞吉德、維卡納討論茉莉芬的形勢。蘇卡諾總統在9月19日晚上10時宣布茉莉芬事件是一次意謀推翻印尼共和國政府的叛亂，還宣稱慕梭已經組建了一個蘇維埃政府。他說印尼人是時候選邊站了，他們要麼就站在蘇卡諾、哈達這一邊，要麼就站在慕梭和印尼共那一邊。然後，對爪哇族社會影響很大的蘇丹哈孟庫布沃諾九世向公眾演講。他呼籲人民完全信任蘇卡諾和哈達，允許他們粉碎共產主義運動。慕梭在晚上11時30分回應蘇卡諾說，他要向印尼共和國政府宣戰。他會說服印尼人民蘇卡諾和哈達是美帝國主義的奴隸、「叛徒」和「勞務者的掮客」 。
人民民主陣線某的領袖選擇跟慕梭分道揚鑣。他們在9月20日宣布願意和印尼共和國政府和解。當天晚上，茉莉芬的軍事指揮官在電台演講，說在茉莉芬發生的事情不是政變，而是一次嘗試，目的是糾正「要把革命領到另一方向去」的政府政策。然後，帶頭引起這次事件的蘇瑪索諾也向公眾發表類似的宣告，他說這次事件的原意是糾正哈達內閣的政治目的。謝里夫丁在9月23日嘗試說服政府的時候表示人民民主陣線的憲法仍然是印尼共和國的憲法，他們的國旗仍然是紅白旗，他們的國歌仍然是《偉大的印度尼西亞》。

## 後續

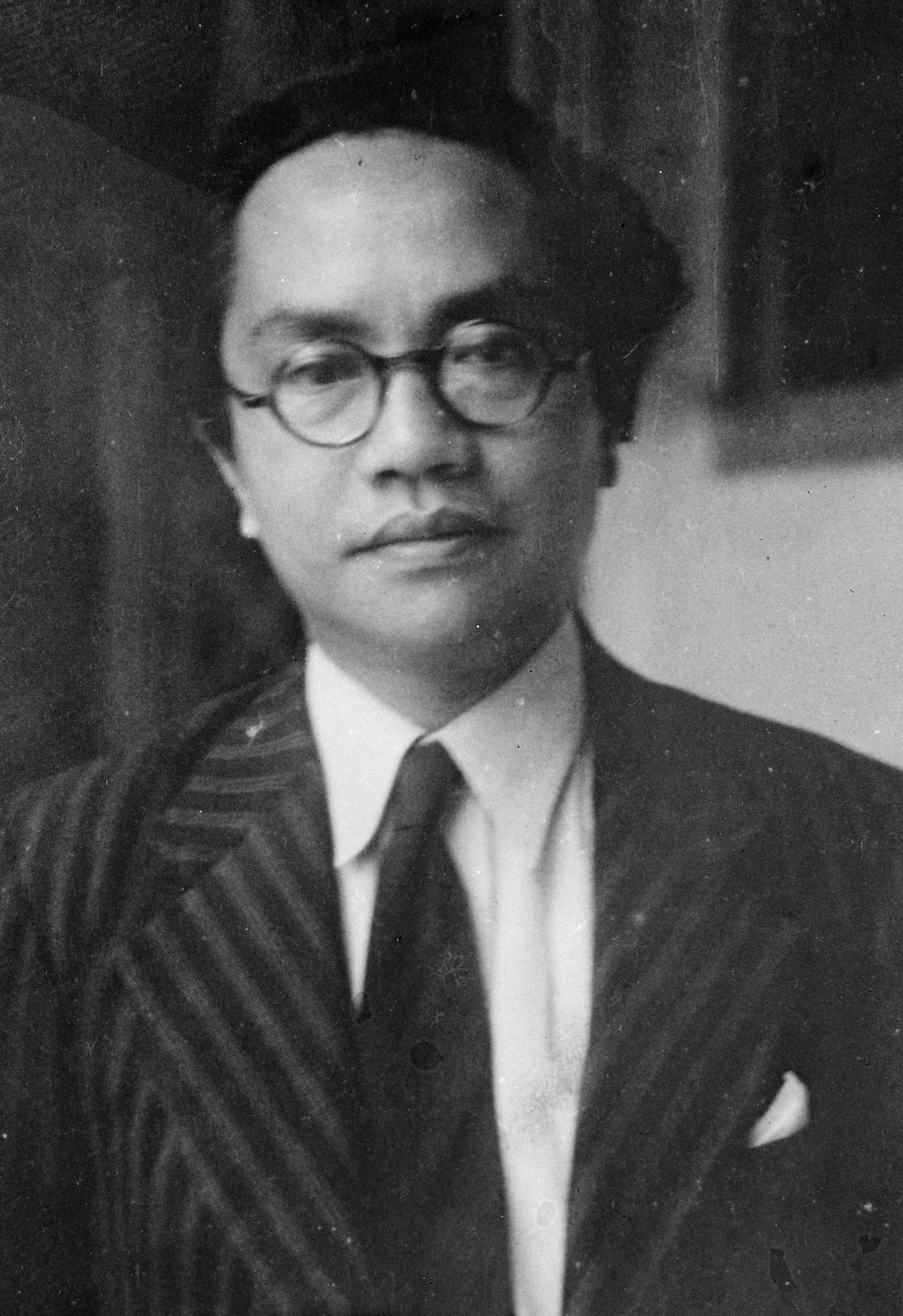
前總理阿米尔·谢里夫丁等人因為參加衝突，被印尼政府逮捕、處決

印尼政府似乎忽略了人民民主陣線領袖終結衝突的努力，並在同時利用這次小規模的起事「鎮壓印尼的左派」。鎮壓左派的軍事行動由阿卜杜爾·哈里斯·納蘇蒂安領導，他承諾在兩星期內平息局面。哈達堅持要在荷蘭人插手之前盡快平息叛亂，重奪茉莉芬，共和國政府也開始在日惹和梭羅清剿共產黨員。他們在9月30日指派西利旺義師的沙迪京（Sadikin）中校動員麾下的士兵佔領茉莉芬。為了避免和國民軍發生衝突，人民民主陣線／印尼共的領袖在謝里夫丁的指揮下開始離開茉莉芬，撤往山區。他們來到了一條叫做甘棠岸（Kandangan）小村莊，還發現謝里夫丁在擔任總理的時候留下的軍火、武器。令他們意外的是，沙巴魯丁（Sabarudin）少校領導的宋科諾師屬下的一個營已經佔領了這條村莊。
共和國政府在10月28日拘捕1,500名隸屬於最後一支叛軍的士兵。三天後（10月31日），慕梭在休息室藏匿的時候拒絕投降，結果被擊斃。他的屍體首先運到波諾羅戈示眾，然後用火燒燬。佐科和馬魯多在11月29日被捕，謝里夫丁也在12月4日被捕。國民軍總部在12月7日宣布這場「暴亂」經已平息，並表示他們已經拘捕了35,000參與叛亂的人士，當中大多數是士兵。謝里夫丁等人民民主陣線領袖最終在12月19日處以死刑。
跟大多數被捕、被殺的人民民主陣線／印尼共領袖不一樣的是，蘇瑪索諾逃脫了。離開茉莉芬之後，蘇瑪索諾首先逃往北方的荷蘭控制區。荷蘭王軍首先以非法藏有金銀財寶的理由拘捕，並在同時懷疑蘇瑪索諾參加過茉莉芬事件。蘇瑪索諾成功以假冒的身分騙過荷蘭當局，並在7月30日獲釋，卻在10月29日因為假冒身分再次被捕。經過調查之後，荷蘭當局在11月11日公開蘇瑪索諾的身分，以及他在茉莉芬事件期間進行的政治活動，並決定把他送到新幾內亞處決。不過他還沒遭到處決，就在12月13日成功越獄，逃到北蘇門答臘省擔任教師。直至1965年蘇哈托帶領印尼政府發動反共運動之後，蘇瑪索諾才再次被捕。

## 爭議
茉莉芬事件是否政變這個問題是關於這次事件的一大疑團。其中一個說法認為1948年9月18日發生的事件只是奪取城市管治權的行動（coup de la ville），也就是奪取茉莉芬市政府的行動。人民民主陣線／印尼共的領袖承認日惹政府是他們的中央政府，而且認為他們沒有謀劃政變，只是解除軍官的武裝和任命地方政府的負責人。事件發生期間，人民民主陣線某些高層並不是身處於茉莉芬，有的在城外宣傳他們的政治思想，也有的留在日惹。左派也有派出代表，參加共和國政府在9月20日舉行的會議，這是發動政變的團伙不會做的事情。另一個說法則認為，茉莉芬事件的確是一場政變，目的是推翻共和國政府（這個說法得到了共和國政府的認可），還認為人民民主陣線／印尼共試圖利用罷工、反政府集會和混亂的形勢奪取政權。這兩個說法都是言之鑿鑿的。政治運動家史福義認為，當時印尼政府一方面面臨經濟困境，另一方面無法在獨立革命期間實現期望，由此引發出來的社會問題令印尼人民（包括爪哇族社會）感到不滿。他認為茉莉芬事件應該視為這個問題的一部分。

## 腳註
1. ↑  Sugiyama 2011，第20頁.
2. ↑  Kreutzer 1981，第1頁.
3. ↑  Kahin 1970，第230–231, 258頁.
4. ↑  Soe 1997，第162–163頁.
5. ↑  Kahin 1970，第231–232頁.
6. ↑  Sugiyama 2011，第32頁.
7. ↑  Kreutzer 1981，第5頁.
8. 1 2  Kahin 1970，第259頁.
9. ↑  Kreutzer 1981，第3頁.
10. ↑  Kreutzer 1981，第6頁.
11. ↑  Kreutzer 1981，第6–7頁.
12. ↑  Pinardi 1966，第29頁.
13. ↑  Soe 1997，第94頁.
14. ↑  Kahin 1970，第260–261頁.
15. ↑  Soe 1997，第193頁.
16. ↑  Soe 1997，第194–195頁.
17. ↑  Kahin 1970，第262頁.
18. ↑  Soe 1997，第194頁.
19. ↑  Kreutzer 1981，第8頁.
20. ↑  Kreutzer 1981，第8–9頁.
21. ↑  Kreutzer 1981，第9頁.
22. 1 2  Kreutzer 1981，第10頁.
23. ↑  Soe 1997，第198頁.
24. ↑  Soe 1997，第207-209頁.
25. ↑  Poeze 2009，第516頁.
26. ↑  Soe 1997，第211頁.
27. ↑  Kreutzer 1981，第25–26頁.
28. 1 2  Poeze 2009，第515頁.
29. 1 2  Soe 1997，第230頁.
30. ↑  Kreutzer 1981，第27–30頁.
31. ↑  Kreutzer 1981，第31頁.
32. ↑  Kreutzer 1981，第29–30頁.
33. 1 2  Kreutzer 1981，第34頁.
34. 1 2  Kahin 1970，第291頁.
35. ↑  Soe 1997，第239頁.
36. ↑  Kreutzer 1981，第36頁.
37. ↑  Kahin 1970，第298頁.
38. ↑  Kreutzer 1981，第36–37頁.
39. ↑  Kreutzer 1981，第37頁.
40. ↑  Soe 1997，第250頁.
41. ↑  Kahin 1970，第299頁.
42. ↑  Soe 1997，第259頁.
43. ↑  Pinardi 1966，第153頁.
44. ↑  Sugiyama 2011，第39–40頁.
45. ↑  Soe 1997，第270頁.
46. ↑  Kreutzer 1981，第38頁.
47. ↑  Soe 1997，第271-273頁.